# برايتون أند هوف
برايتون أند هوف (بالإنجليزية:Brighton and Hove) هي مدينة تابعة لمقاطعة شرق ساسكس في منطقة جنوب شرق إنجلترا .

## التاريخ
اتحدت المدينتان الجارتان برايتون وهوف لتكونا منطقة إدراية واحدة في عام 1997، ومنحت صفة مدينة من الملكة إليزابيث الثانية في عام 2001.

## التسمية
وتعرف بأنها منتجع ساحلي على البحر، ويشار إليها غالبا باسم "برايتون وهوف"، ورغم ذلك يفضل بعض السكان المحليين اعتبارهما مدينتين منفصلتين.

## التعداد السكاني
ومن حيث عدد السكان يبلغ عدد سكانها 273,400 ( تعداد 2011 ).

## أعلام
- ديفيد فيلدمان